# Dmytro Firtash
Dmytro Vasylovych Firtash (en ukrainien : Дмитро́ Васи́льович Фі́рташ, né le 2 mai 1965 à Bohdanivka, raïon de Zalishchiky, oblast de Ternopil, actuellement  Synkiv) est un homme d'affaires ukrainien. C'est notamment le copropriétaire de RosUkrEnergo, mais également l'ancien président de la Fédération des employeurs d'Ukraine (FEU) et du Conseil économique et social tripartite national (CNTES). Il a également été coprésident du Conseil consultatif des investisseurs nationaux et étrangers sous le ministère ukrainien de l'Éducation, de la Science, de la Jeunesse et des Sports.

## Biographie
Après avoir terminé son service militaire, Dmytro Firtash se lance dans le monde des affaires et fonde sa propre société commerciale, implantée d'abord à Tchernivtsi, en Ukraine, puis à Moscou au début des années 1990. Il devient copropriétaire de RosUkrEnergo et contrôle en 2004 une grande partie du titane auparavant détenu par l’État ukrainien. Il devient également propriétaire de plusieurs usines de produits chimiques.
En 2007, afin de consolider les actifs de son entreprise dans différents secteurs, Dmytro Firtash créé un groupe international de sociétés privées, le Group DF (le "groupe d'entreprises Firtash"). Celui-ci comprend les actifs de Firtash dans l'industrie chimique et les secteurs de l'énergie et de l'immobilier.
En 2008, sur l'initiative et avec le soutien financier de Firtash, l'Université de Cambridge (Royaume-Uni) créé un centre d'études ukrainiennes visant à promouvoir le patrimoine culturel ukrainien au Royaume-Uni. Dmytro Firtash lance la même année des bourses Cambridge-Ukraine, qui couvrent les frais de scolarité et d'hébergement des étudiants admissibles en provenance d'Ukraine et souhaitant passer un master à l'Université de Cambridge dans lequel des cours de langue, de littérature, de cinéma et de culture ukrainienne sont dispensés. En 2009, il est pointé du doigt par Ioulia Timochenko selon qui il financerait les campagnes de ses trois opposants à l'élection présidentielle ukrainienne de 2010, par le biais de sa compagnie RosUkrEnergo. Elle poursuivra en justice cette compagnie en 2011 pour atteinte à la primauté du droit ukrainien. Durant les années de prison de cette dernière, Firtash sera accusé d'avoir joué un rôle dans son emprisonnement. Il dément les rumeurs et un tribunal se rangera de son côté en 2013. 
En 2010, Firtash se lance dans l'industrie de l'azote. De septembre 2010 à septembre 2011, il acquiert diverses entreprises du secteur : "Concern STIROL" (Gorlovka), "Severodonetsk production Association Azot" et "Azot Cherkassy". En un peu plus d'un an, la commercialisation commune de quatre entreprises fabricantes d'engrais appartenant à Firtash renforce sa position sur le marché intérieur. L'homme d'affaires poursuit en parallèle ses activités dans le secteur du titane.
Le 17 mai 2011, il annonce financer la construction du campus de l'Université catholique ukrainienne dans la ville de Lviv. En parallèle, Firtash reprend la Nadra Bank (11e banque d'Ukraine à l'époque). 
Le 29 novembre 2011, il réunit différentes organisations d'employeurs en une seule association, qu'il préside : la Fédération des employeurs d'Ukraine (FEU), qui regroupe désormais 70 % du PIB de l'Ukraine. En 2012, il initie avec la FEU un fonds de capitaux visant à soutenir les petites entreprises en leur créant les conditions préalables à la réalisation de leurs idées. Ce fonds, "Bukovyna", deviendra le premier fonds d'investissement d'Ukraine, le seul finançant le développement des idées prometteuses "à partir de zéro" dans tous les secteurs de l'économie. Le 1er février 2013, Dmytro Firtash achète la totalité de InterInter Media Group Limited, appartenant jusqu'alors à Valeriy Khorochkovsky. 
Le 30 janvier 2014, alors que la crise ukrainienne bat son plein, il appelle à une résolution pacifique et civilisée des conflits. Quelques semaines plus tard, Firtash interpelle le chef de l'Union des entrepreneurs et industriels russes, Aleksandr Shokhin, et la communauté des affaires russes sur l'importance d'un arrêt de la guerre entre la Russie et l'Ukraine. Il est arrêté à Vienne dans la nuit du mercredi 12 au jeudi 13 mars 2014, dans le cadre d'une enquête ouverte en 2006 sur un soupçon de pots-de-vin versés à des responsables politiques pour la construction d'une usine de titane en Inde. 
| Chaîne de télévision en Ukraine | Propriétaire (2020)                       |
| ------------------------------- | ----------------------------------------- |
| STB                             | Viktor Pintchouk                          |
| Noviy                           | Viktor Pintchouk                          |
| ICTV                            | Viktor Pintchouk                          |
| M1 (en)                         | Viktor Pintchouk                          |
| M2 (en)                         | Viktor Pintchouk                          |
| Otse                            | Viktor Pintchouk                          |
| 1+1                             | Ihor Kolomoïsky, Ihor Sourkis             |
| 2+2                             | Ihor Kolomoïsky, Ihor Sourkis             |
| TET (en)                        | Ihor Kolomoïsky, Ihor Sourkis             |
| Plious Plious                   | Ihor Kolomoïsky, Ihor Sourkis             |
| Bigoudi                         | Ihor Kolomoïsky, Ihor Sourkis             |
| 1+1 International               | Ihor Kolomoïsky, Ihor Sourkis             |
| Oukraïna                        | Rinat Akhmetov                            |
| NLO TV                          | Rinat Akhmetov                            |
| Indigo                          | Rinat Akhmetov                            |
| Foutbol 1                       | Rinat Akhmetov                            |
| Foutbol 2                       | Rinat Akhmetov                            |
| Inter                           | Dmytro Firtash, Serhiy Lyovotchkine       |
| Mega (en)                       | Dmytro Firtash, Serhiy Lyovotchkine       |
| K1                              | Dmytro Firtash, Serhiy Lyovotchkine       |
| K2                              | Dmytro Firtash, Serhiy Lyovotchkine       |
| NTN                             | Dmytro Firtash, Serhiy Lyovotchkine       |
| Enter film                      | Dmytro Firtash, Serhiy Lyovotchkine       |
| Piksel                          | Dmytro Firtash, Serhiy Lyovotchkine       |
| ZOOM                            | Dmytro Firtash, Serhiy Lyovotchkine       |
| Inter+                          | Dmytro Firtash, Serhiy Lyovotchkine       |
| ZIK                             | Taras Kozak (Victor Medvedtchouk)         |
| Telekanal 112                   | Taras Kozak (Victor Medvedtchouk)         |
| NewsOne                         | Taras Kozak (Victor Medvedtchouk)         |
| 5 Kanal                         | Petro Porochenko                          |
| Priamiy                         | Volodymyr Makeyenko                       |
| Espresso TV                     | 75% Ivan Jevago, 22,5% Larissa Knyajitska |
| Telekanal 24                    | Andri Sadovy                              |
| UA:Perchiy                      | Publique.                                 |
| NACH                            | Evgen Mouraïev                            |

Interviewé en mai 2014 au sujet du conflit entre l'Ukraine et la Russie par la chaîne de télévision Inter TV Channel, Firtash déclare que l'Ukraine doit être forte et que la priorité est l'organisation d'élections présidentielles afin de légitimer le gouvernement en place. Il promet également de fournir des armes à l'armée ukrainienne. 
En une quinzaine d'années[Quand ?], Firtash est devenu l'un des principaux investisseurs dans le secteur de l'énergie et de l'industrie chimique en Europe de l'Est et en Europe Centrale. 
Les États-Unis ont demandé l'extradition de Firtash.